# Septoria dimera
Septoria dimera är en svampart som beskrevs av Sacc. 1880. Septoria dimera ingår i släktet Septoria och familjen Mycosphaerellaceae.   Inga underarter finns listade i Catalogue of Life.